# Martyna Synoradzka
Martyna Synoradzka (Poznań, 30 de enero de 1988) es una deportista polaca que compite en esgrima, especialista en la modalidad de florete.
Ganó dos medallas en el Campeonato Europeo de Esgrima, en los años 2018 y 2024.
Participó en los Juegos Olímpicos de Londres 2012, ocupando el quinto lugar en el torneo por equipos y el 23.º en la prueba individual.

## Palmarés internacional
| Campeonato Europeo | Campeonato Europeo | Campeonato Europeo | Campeonato Europeo  |
| Año                | Lugar              | Medalla            | Prueba              |
| ------------------ | ------------------ | ------------------ | ------------------- |
| 2018               | Novi Sad (Serbia)  | Medalla de bronce  | Florete individual  |
| 2024               | Basilea (Suiza)    | Medalla de plata   | Florete por equipos |